# Generalità (amministrazione)
Una Generalità era in alcune monarchie europee un modo per designare il governo centrale, in opposizione alle particolarità locali.

## Francia
In Francia, nel contesto dell'amministrazione reale, le généralité furono create per controllare la riscossione dei tributi destinati allo stato. Durante il XVII secolo gli intendenti che ne avevano la responsabilità guadagnarono molta importanza soprattutto per il ruolo di controllo politico sul regno per conto del Consiglio del re e della politica centralizzatrice di quest'ultimo. Sono esistite in Francia fino a 36 generalità, le ultime furono create nel  1784.

## Paesi Bassi
Nella Repubblica delle Sette Province Unite dei Paesi Bassi, con generalità si intendevano territori sotto il diretto controllo degli Stati generali.
Le province (Olanda, Zelanda, Utrecht, Gheldria, Overijssel, Frisia, e Groninga) ed il paese di Drenthe erano governate da uno statolder. Le province inviavano da uno a tre deputati, a seconda della loro importanza, agli Stati Generali, assemblea federale delle sette province. Gli Stati Generali erano l'organo deputato investito del governo dei territori delle generalità.
Circa il 20% del territorio della Repubblica, che non faceva parte di alcuna provincia, era, quindi, immediatamente soggetto all'assemblea federale.

## Catalogna e Valencia
La Generalità di Catalogna e la Generalità valenciana sono ancora le organizzazioni politiche che governano queste regioni autonome della Spagna. Esse debbono la loro origine alle deputazioni permanenti create per assicurare l'amministrazione dello stato nei periodi in cui le Cortes non erano riunite nei diversi territori soggetti all'autorità centrale.
| Controllo di autorità | GND (DE) 4205845-4 |